# Diocesi di Lebus

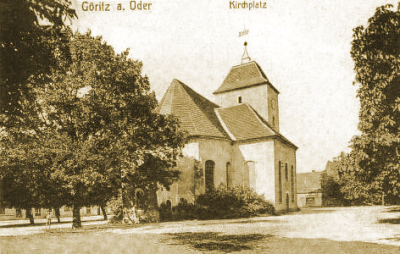
L'antica cattedrale di Górzyca in una cartolina d'inizio Novecento.

La diocesi di Lebus (in latino Dioecesis Lubucensis) è una diocesi soppressa della Chiesa cattolica in Germania.

## Territorio
La diocesi si estendeva nella Terra di Lebus, su entrambe le sponde del fiume Oder. Era compresa tra le diocesi di Brandeburgo, di Cammin, di Poznań e di Meißen.
Furono sedi vescovili, dapprima la città di Lebus (1125-1276), successivamente quella di Górzyca (1276-1373), infine la città di Fürstenwalde, dove fungeva da cattedrale la chiesa di Santa Maria (Dom St. Marien).
Il territorio della diocesi comprendeva 172 parrocchie ed era suddiviso in un unico arcidiaconato e otto arcipresbiterati: Falkenhagen, Francoforte sull'Oder, Küstrin, Müncheberg, Drossen, Reppen, Seelow e Zielenzig.

## Storia
La diocesi fu eretta verso il 1125 dal duca Boleslao III di Polonia per contrastare l'espansione ad oriente del Sacro Romano Impero e dell'arcidiocesi di Magdeburgo.
Il primo vescovo noto è Bernardo nel 1133, un missionario spagnolo che era giunto nel decennio precedente per convertire la Pomerania al cristianesimo.
Nel 1241 il duca Enrico II il Pio morì nella battaglia di Legnica contro i Mongoli. La Polonia ne fu indebolita e suo figlio Boleslao II di Slesia nel 1248 perse la terra di Lebus a vantaggio dell'arcivescovado di Magdeburgo e del margraviato di Brandeburgo. Tuttavia la diocesi restò suffraganea dell'arcidiocesi di Gniezno. Nel 1276 la sede vescovile fu trasferita a Górzyca, ad est del fiume Oder.
Nel 1320 la linea dei margravi di Brandeburgo si estinse e il re Ladislao I di Polonia tentò di riconquistare la terra di Lebus con un'incursione militare, ma Ludovico V di Baviera, nuovo margravio di Brandeburgo, reagì attaccando Górzyca e demolendone la cattedrale nel 1325. Solo nel 1354 fu trovato un accordo per ristabilire un vescovo sulla cattedra di Lebus.
La cattedrale restaurata fu ancora devastata dalle truppe di Carlo IV nel 1373. Nello stesso anno il vescovo si trasferì a Fürstenwalde, dove nel 1385 lo seguì il capitolo.
Nel 1424 Federico I di Brandeburgo riuscì a sottrarre la diocesi dalla provincia ecclesiastica dell'arcidiocesi di Gniezno e ad aggregarla a quella dell'arcidiocesi di Magdeburgo.
Nel 1555 morì l'ultimo vescovo di Lebus. La città passò alla Riforma e i poteri temporali del vescovo furono esercitati dall'amministratore protestante dell'arcivescovado di Magdeburgo. Nel 1557 la cattedrale fu adibita al culto luterano e dopo il 1565 cessò in città il culto cattolico.

## Cronotassi dei vescovi
- Bernhard I † (prima del 1133 - dopo il 1147)
- Stephan I † (prima del 1149 - 1156 ?)
- Bernhard II † (1156 ? - prima del 1180)
- Gaudentius † (menzionato nel 1180)
- Arnold † (1191)
- Cyprian, O.Praem. † (1198 - 1º marzo 1201 nominato vescovo di Breslavia)
- Lorenz I † (1202 ? - 1208 ?)
- Lorenz II † (1209 - 9 marzo 1233 deceduto)
- Heinrich † (1233 - 1244 deceduto)
- Nanker † (prima del 1248 - 1250)
- Wilhelm I † (prima del 1252 - 1273)
- Wilhelm II † (1274 - 1284 deceduto)
- Konrad † (1284 - 1299 deceduto)
- Johann † (1300 - dopo il 1320)
- Friedrich † (prima del 1305 - 1313 deceduto)
- Stephan II † (1317 - 1345 deceduto)
- Apetzko Deyn von Frankenstein † (19 ottobre 1345 - 13 aprile 1352 deceduto)
- Heinrich von Bantsch † (7 gennaio 1353 - 1366 deceduto)
- Peter von Oppeln † (8 giugno 1366 - 26 marzo 1375 deceduto)
- Wenzel von Liegnitz † (1375 - 28 luglio 1382 nominato vescovo di Breslavia)
- Johann von Kittlitz † (3 dicembre 1382 - 2 settembre 1392 nominato vescovo di Meißen)
- Jan Mráz † (15 novembre 1392 - 20 luglio 1397 nominato vescovo di Olomouc)
- Johann von Borsnitz † (24 settembre 1397 - 27 marzo 1420 nominato arcivescovo di Esztergom)
- Johann V von Waldow † (29 marzo 1420 - 1423 deceduto)
- Johann VI von Waldow † (11 settembre 1423 - 1424 deceduto)
- Christoph von Rotenhan † (11 ottobre 1424 - 22 settembre 1436 deceduto)
- Peter von Burgsdorff † (9 gennaio 1437 - 1439 deceduto)
- Konrad Kron † (1440 - 1443 deceduto)
- Johannes von Deher † (16 ottobre 1443 - 28 luglio 1455 deceduto)
- Friedrich Sesselmann † (1º dicembre 1455 - novembre 1483 deceduto)
- Liborius von Schlieben † (26 gennaio 1484 - 27 aprile 1486 deceduto)
- Ludwig Burgsdorf † (3 agosto 1487 - giugno 1490 deceduto)
- Dietrich von Bülow † (5 novembre 1490 - 1º ottobre 1523 deceduto)
- Georg von Blumenthal † (6 aprile 1524 - 25 settembre 1550 deceduto)
- Johann Horneburg † (5 ottobre 1550 - 16 giugno 1555 deceduto)